# معصرة شاهي
معصرة شاهي (بالفارسية: عصارخانه شاهی) هو معصرة تاريخي يعود إلى عصر السلالة الصفوية، ويقع في أصفهان.

## معرض الصور

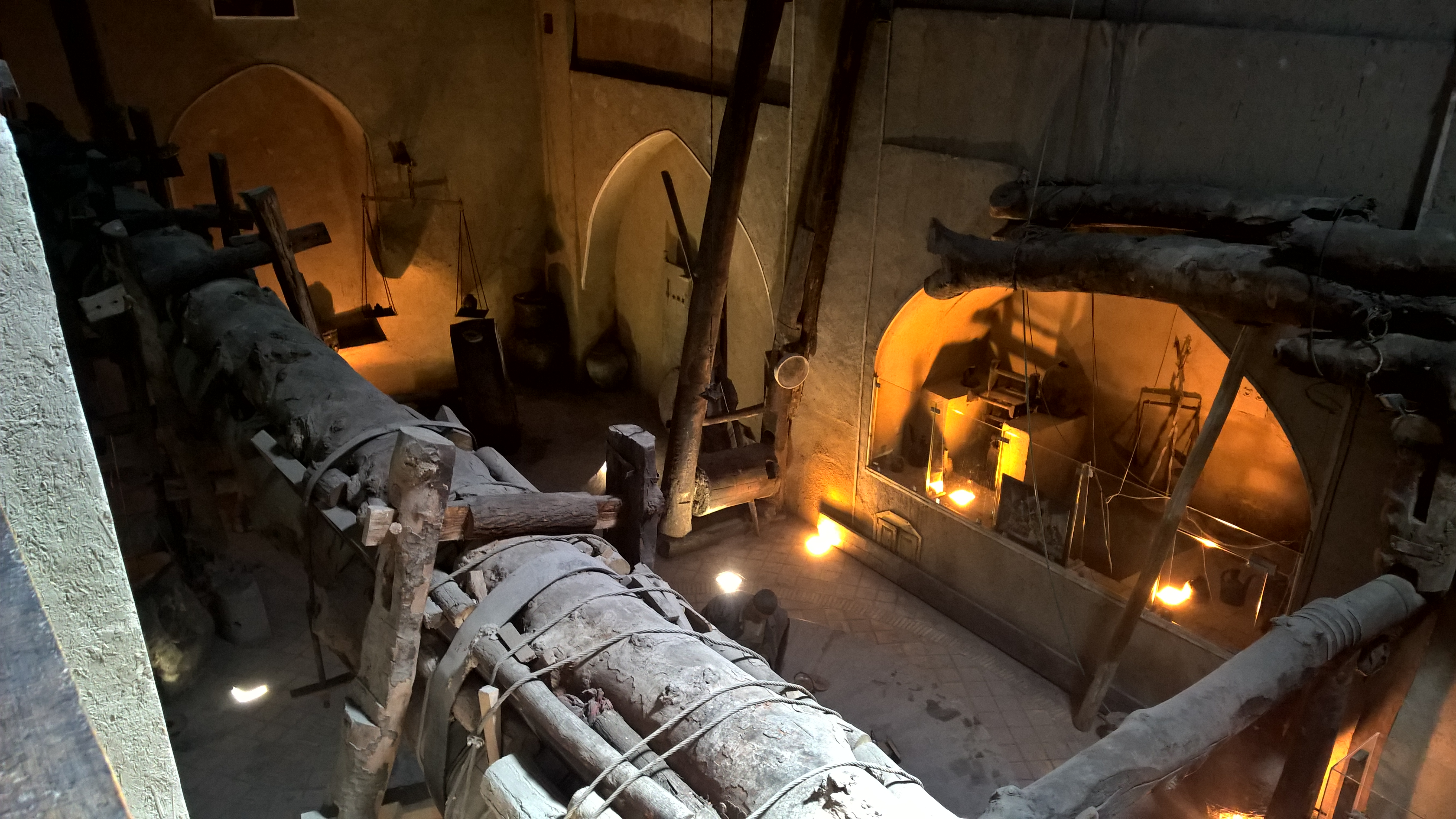
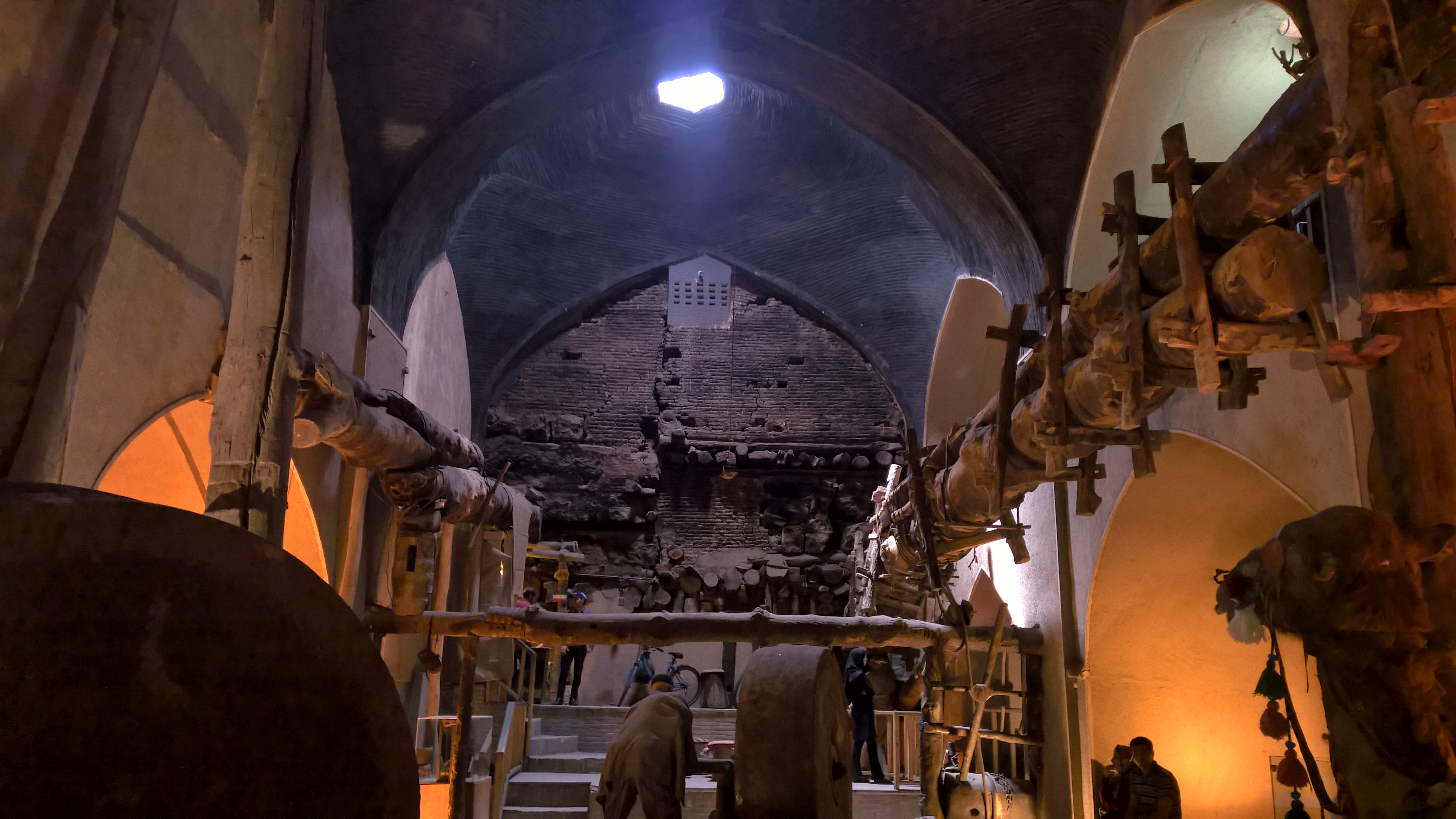
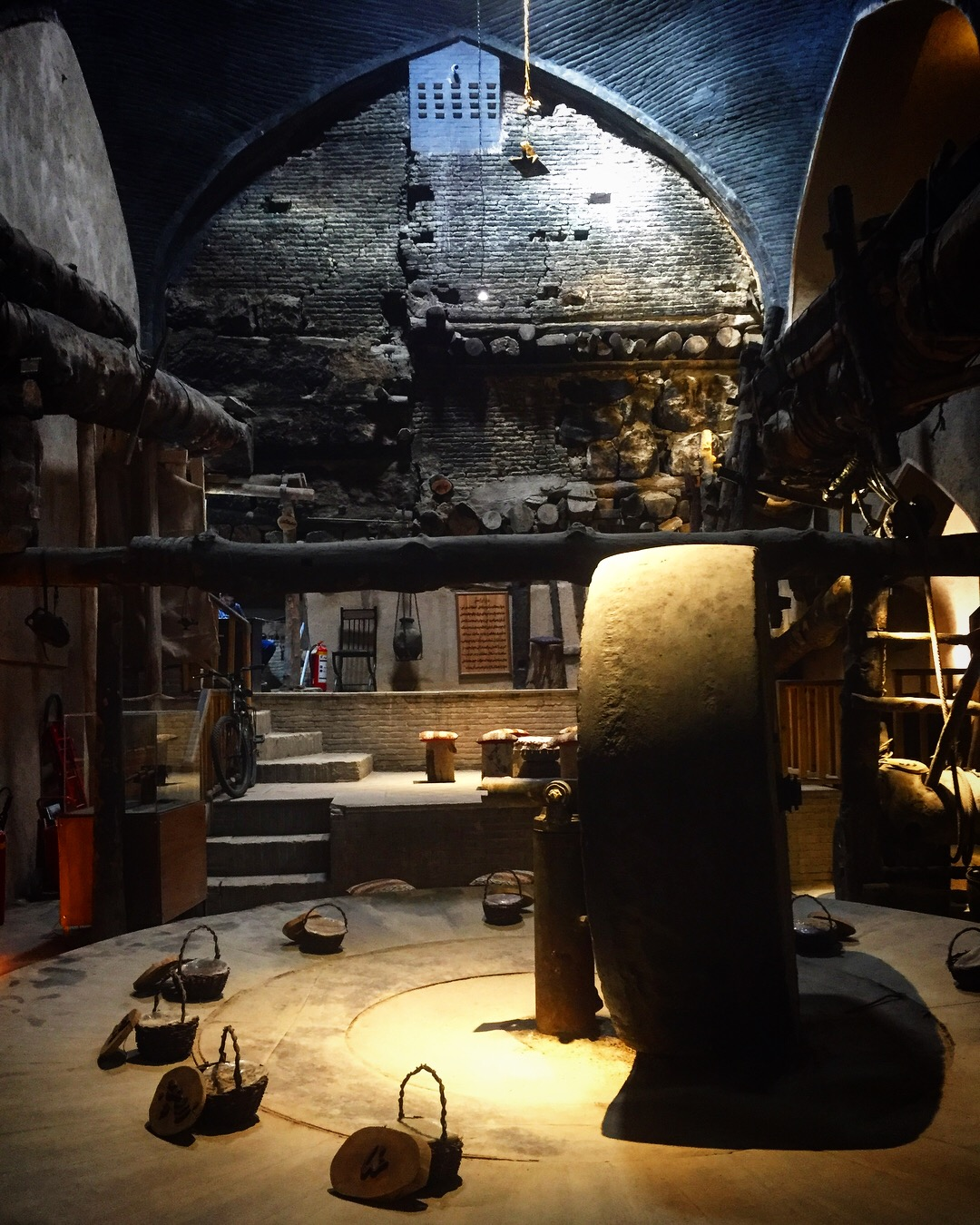
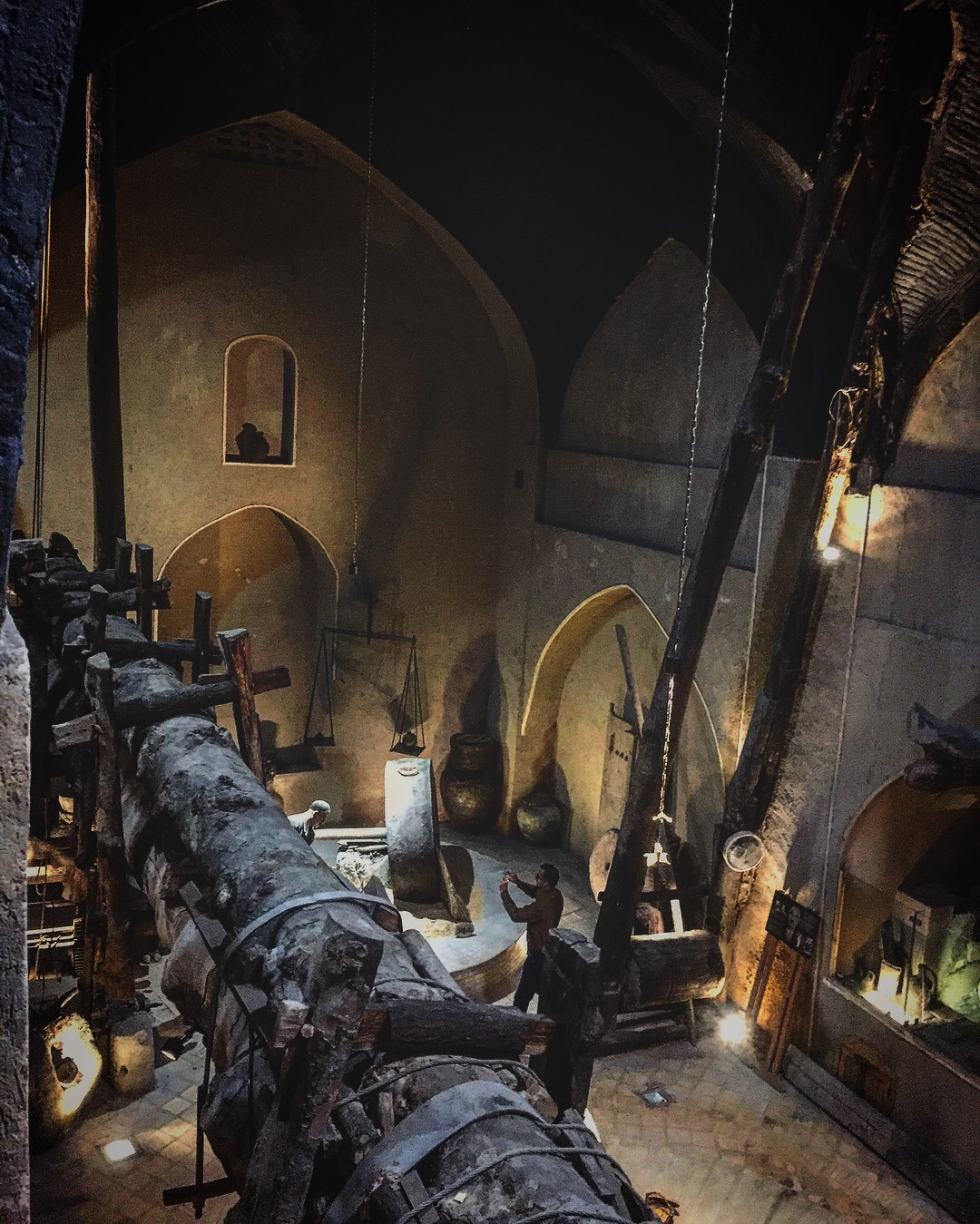